# Кривини
Кривини (болг. Кривини) — село в Болгарии. Находится в Варненской области, входит в общину Долни-Чифлик. Население составляет 108 человек.

## Политическая ситуация
Кривини подчиняется непосредственно общине и не имеет своего кмета.
Кмет (мэр) общины Долни-Чифлик — Борислав Николаев Натов (независимый) по результатам выборов в правление общины.